# Calamaïta
La calamaïta és un mineral de la classe dels sulfats. Rep el seu nom de la comuna de Calama, a Xile, a on es troba la seva localitat tipus.

## Característiques
La calamaïta és un sulfat de fórmula química Na₂TiO(SO₄)₂(H₂O)₂. Va ser aprovada com a espècie vàlida per l'Associació Mineralògica Internacional l'any 2016. Cristal·litza en el sistema ortoròmbic. Representa un nou tipus d'estructura cristal·lina. És el tercer mineral sulfat amb titani dominant després de l'alcaparrosaïta i la innelita. Es tracta també del segon mineral sulfat pur ric en titani. L'exemplar que va servir per a determinar l'espècie, el que es coneix com a material tipus, es troba conservat al Museu Mineralògic Fersman, de l'Acadèmia Russa de les Ciències, situat a Moscou, Rússia, amb número de registre 4883/1.

## Formació i jaciments
Va ser descoberta a la mina Alcaparrosa, situada al costat nord del Cerro Alcaparrosa, a uns 3 km al sud-oest de l'estació de ferrocarril de Cerritos Bayos, a Calama, a la província d'El Loa (Regió d'Antofagasta, Xile). És una mina on s'han descobert diverses espècies minerals, sent a més l'únic indret on ha estat descrita aquesta espècie.